# Московская городская дума
Моско́вская городска́я Ду́ма (Мосгорду́ма, МГД) — представительный законодательный орган города федерального значения Москвы. Статус и полномочия Мосгордумы определяются Уставом города Москвы, порядок избрания — Избирательным кодексом города. Является органом государственной власти, в отличие от Совета депутатов (который является мунициальным органом).
С 1994 по 2014 год председателем Мосгордумы был Владимир Платонов, с сентября 2014 года её возглавляет Алексей Шапошников.
История Московской городской думы восходит к Грамоте на права и выгоды городам, изданной императрицей Екатериной II в 1785 году. В соответствии с положениями Грамоты были учреждены Общая и Шестигласная думы. В 1799 году их деятельность была прекращена указом Павла I, затем возобновлена Александром I, который восстановил действие екатерининского городового положения.
Во второй половине XIX века и начале XX века порядок выборов и деятельности городской думы определялся Положением об общественном управлении города Москвы 1862 года и Городовым положением Александра III.
После Февральской революции летом 1917 года выборы в городскую думу состоялись в соответствии с постановлением Временного правительства. С приходом к власти большевиков 5 (18) ноября 1917 года городская дума была распущена, управление городским хозяйством перешло Совету районных дум, затем в марте 1918 года — Президиуму Московского совета рабочих и солдатских депутатов.
Современная история Московской городской думы началась с выборов I созыва 12 декабря 1993 года. В течение последовавших 6 созывов круг обязанностей, порядок голосования и срок полномочий думы неоднократно менялся. С 2006 по 2012 год Мосгордума имела право по представлению президента России утверждать кандидатуру мэра Москвы (отменено в связи с возвращением прямых выборов глав регионов).
С 1993 по 2001 год выборы проводились по одномандатным округам; в 2005 году 20 депутатов были избраны по партийным спискам, 15 — по одномандатным округам; в 2009 году 18 депутатов были избраны по партийным спискам, 17 — по одномандатным округам. В соответствии с изменениями избирательного кодекса от 2012 года, число депутатов было увеличено с 35 до 45 человек, а от голосования по партийным спискам решено было полностью отказаться, оставив только выборы по одномандатным округам.
8 сентября 2019 года состоялись выборы в Мосгордуму VII созыва, в которой на постоянной основе работают председатель, его заместители и некоторые главы комитетов Мосгордумы, — в Мосгордуме VII созыва это 14 депутатов, — остальные депутаты собираются на пленарные заседания несколько раз в месяц.
Срок полномочий Московской городской думы составляет 5 лет.

## История

### Российская империя

#### Общая и шестигласная думы по Жалованной грамоте городам 1785 года

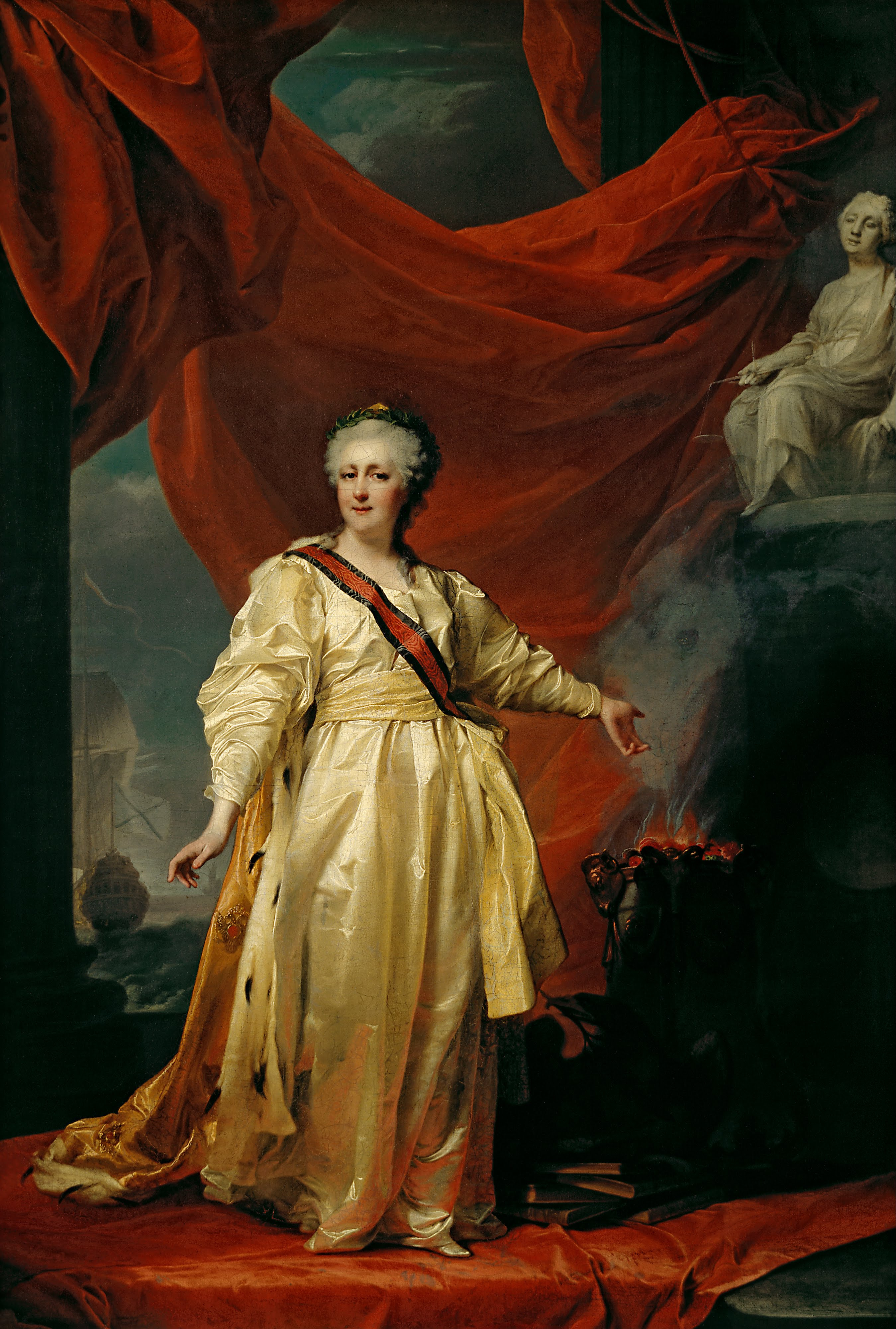
Портрет Екатерины II в виде законодательницы в храме богини правосудия

Первая попытка устройства городского общественного управления в Москве принадлежит Петру I. Среди его нововведений было учреждение в городе ратуши и магистрата, призванных упорядочить сбор налогов. Однако многие идеи остались на бумаге, а в рамках областной реформы 1708 года московская ратуша была реорганизована в управу. Основополагающие принципы городского управления были заложены спустя более полувека Грамотой на права и выгоды городам Российской империи (также называемой «Жалованной грамотой городам»), изданной Екатериной II 21 апреля 1785 года. Грамота состояла из манифеста и 16 разделов, содержащих 178 статей, которые утверждали правовой статус «городских обывателей» (горожан), всесословность органов власти, ведающих делами всего городского населения, и порядок их создания. В установленную систему самоуправления вошли Общая городская дума (законодательный орган власти), Шестигласная дума (исполнительно-распорядительный орган власти) и Градское общество.
К общественному управлению были допущены все горожане, входящие в один из 6 разделов городовой обывательской книги (праобраза списка избирателей):
- первый раздел. Вносились записи о «настоящих городских обывателях» (владельцев домов и иной недвижимости в городе)
- второй раздел. Включал членов купеческих гильдий
- третий. Включал цеховых ремесленников,
- четвёртый. Приписанные к городу иногородние или иностранные гостей (купцов),
- пятый раздел. Входили именитые граждане (учёные, художники, музыканты, чиновники городской администрации, капиталисты и банкиры с капиталом более 50 тысяч рублей)
- шестой. Посадские люди.

Внутри каждого разряда-курии горожане избирали гласных Общей городской думы сроком на 3 года. Независимо от числа гласных каждый разряд имел 1 голос в Думе. Гласные Общей городской думы избирали по 1 представителю каждого разряда в Шестигласную думу. Особняком стояло собиравшееся 3 раза в год Градское общество, для голосования в котором был предусмотрен возрастной (не моложе 25 лет) и имущественный ценз (не менее 50 рублей годового налога). Это обеспечивало представительство в Градском обществе обеспеченным горожанам (на практике, не беднее купца 2-й гильдии), которые избирали городского голову, старост и других представителей административно-судебной власти.
Дума ведала всем, что «потребно, выгодно и полезно» для города: следила за городским хозяйством, сбором налогов, безопасностью и благополучием горожан и благообразием Москвы. Дума была подотчётна генерал-губернатору. К нему Дума обращалась с ходатайствами о пользах и нуждах города; от него исходили предложения, на которые Дума давала «пристойные ответы»; ему она ежегодно отчитывалась о доходах и расходах. Допускались расходы на содержание магистрата и городских служащих, школ и других заведений приказа общественного призрения и прочих городских строений. Дума также могла ходатайствовать о любых полезных для города затратах. Московская Общая городская дума была торжественно открыта 15 января 1786 года в присутствии гражданского губернатора Петра Васильевича Лопухина, городского головы Семёна Дмитревича Ситникова и 78 гласных. После присяги и проведения молебна гласные провели первое заседание, на котором избрали членов Шестигласной думы. В состав первой Думы вошли 13 представителей «настоящих городских обывателей», 3 гласных от купеческих гильдий, 15 — от представителей цехов, 28 представителей иногородних купцов и иностранных гостей, 1 именитый гражданин и 15 гласных из числа посадского люда.
В 1798 году городские думы были упразднены Павлом I. В апреле 1799 года вступил в силу «Устав столичного города Москвы», учредивший на немецкий манер ратгауз для хозяйственного управления города. В него вошли коронные и выборные чиновники во главе с президентом, назначенным императором по представлению Сената. После вступления на престол Александр I восстановил действие Положения 1785 года, однако на практике самостоятельность городской представительной власти значительно сократилась (степени свободы екатерининского периода местное самоуправление смогло добиться только в 1917 году). В первой половине XIX века эффективность местного самоуправления в Российской Империи значительно снизилась из-за высокого имущественного ценза и малых возможностей городских дум, по причине которых участие в местных представительных органах стало непрестижным и непопулярным. Например, санкт-петербургский губернатор Александр Кавелин после ревизии городской думы в 1843 году обнаружил, что члены Шестигласной думы не посещают заседания, а всё городское управление состоит из думского секретаря и канцелярии. Ситуация в петербургской Думе была охарактеризована как «образец медлительности, упущений, запутанностей, беспорядков и злоупотреблений» и стала предпосылкой для разработки Городового положения 1846 года, призванного улучшить систему органов местного управления.

#### Общая и распорядительная думы по Городовому положению 1862 года

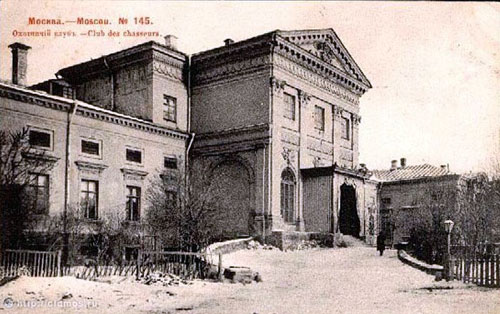
В 1863—1891 годы городская дума занимала дворец Шереметевых в Шереметевском переулке

В 1859 году в Москве по инициативе губернского дворянского собрания был учреждён комитет для составления предположений об улучшении городского общественного управления под председательством генерал-губернатора Павла Алексеевича Тучкова. В основу законопроекта об общественном управлении, над которым работала комиссия, легло петербургское Городовое положение 1846 года, по которому помимо торгово-промышленного люда в число избирателей включались дворяне, чиновники и разночинцы. В марте 1860 года проект «Положения об общественном управлении города Москвы» был отправлен в Петербург, где после двухлетних обсуждений, дополнений и изменений 20 марта 1862 года получил силу закона. По новому закону в Москве были учреждены Общая дума и её исполнительный орган — Распорядительная дума. Как и в Петербурге, право участия в городских выборах получили мужчины старше 21 года, прожившие в Москве не менее 2 лет и владевшие капиталом, приносившим не менее 100 рублей чистого дохода. Отвечавшие условиям ценза женщины вносились в списки избирателей и имели право передать свой голос родственнику-мужчине по доверенности, но самостоятельно участвовать в выборах не могли.
Закон разделил избирателей на 5 сословных курий, первую из которую составили потомственные дворяне с собственностью в Москве, вторую — личные дворяне, почётные граждане и разночинцы, третью — купцы, четвёртую — мещане, а пятую — цеховые ремесленники. В предоставлении избирательных прав московское Положение пошло дальше петербургского: к выборам были допущены все домовладельцы, отвечавшие условиям ценза, в том числе крестьяне, лица духовного звания, отставные солдаты, иностранцы и представители других слоёв населения, отнесённые ко второй группе (фактически она включала самые разнородные элементы общества и была, по сути, владельческой, а не сословной). Таким образом, около 4 % москвичей (13,2 тысячи из 351,6 тысячи человек) получили право участия в выборах, в 1862 году им воспользовались чуть более 2 тысяч человек (16 % от числа избирателей).
Выборы в Москве были двухступенчатыми. Сперва от каждого разряда избирались по 100 выборщиков (в общей сложности 500 человек). Для их подбора собирались сословные собрания, которые при большом числе избирателей разделялись по территориальным участкам на собрания численностью не более 600 человек. Непосредственно во время чтения списка избирателей происходило выдвижение кандидатов, после чего в несколько приёмов проводилось баллотирование шарами. Участники выборов проходили в зал голосований поочерёдно по алфавиту, проходили в присутствии специально приглашённых студентов или торговых смотрителей вдоль избирательных ящиков с полными именами и званиями кандидатов, получали шар для каждого и опускали его в «избирательное» или «неизбирательное» отделение. Процедура повторялась, пока не исчерпывался весь список кандидатов. Если в течение дня не избирались 100 выборных, процедура повторялась на следующий день с новым списком. После присяги каждое собрание выборщиков избирало из своего числа 35 гласных Общей думы и 2 членов Распорядительной думы, а также сословного старшину и его товарища (заместителя), входивших в состав Общей Думы (таким образом, последняя состояла из 185 человек). Общим собранием всех выборщиков избирался городской голова. Срок полномочий гласных составлял 3 года, членов Распорядительной думы и городского головы — 4 года. Также в Распорядительной думе заседал один человек, назначенный Комитетом министров.
Заседания московской Общей думы проходили в присутствии многочисленной публики, проявлявшей интерес к её деятельности. Сословные отличия были намеренно исключены: в отличие от Санкт-Петербурга, гласные московской Думы имели равное представление в Распорядительной думе, во время собраний Общей думы заседали в одном зале и пользовались равными правами в принятии решений и выборах городского головы. Равенство подчёркивалось формой обращения: правила предполагали, что при обращении к гласному называлась только его фамилия, даже если он имел титул. Положение 1862 года получило одобрение правительства и общества. С некоторыми изменениями оно было введено в Петербурге, Одессе, Тифлисе. Впоследствии его действие предполагалось распространить на все российские города, но в 1870 году было принято новое Городовое положение, принципиальным образом изменившее принципы формирования органов самоуправления.

#### Московская городская дума и управа по Городовому положению 1870 года
Местное общественное управление претерпело существенные изменения в рамках «великих реформ» Александра II. 16 июля 1870 года вступило в силу новое Городовое положение, которое ввело новую структуру городского управления, отменило деление избирателей по сословному признаку и вывело городскую думу из-под правительственного контроля. По замыслу законотворцев, это должно было привлечь в городские органы местного самоуправления новых, талантливых, заинтересованных людей. Согласно новому Положению структуру городского управления образовывали Городская дума (представительный орган власти, избираемый городским обществом сроком на 4 года), городская управа (исполнительный орган, избираемый Думой на 2 года) и городской голова, который возглавлял работу Думы и управы и назначался на должность губернатором или генерал-губернатором (в Санкт-Петербурге — императором) из 2 предложенных Думой кандидатур.
Впервые в истории городского самоуправления в России городское общество стало всесословным. Избирательное право получили все обыватели, являющиеся русскими подданными, имеющие возраст от 25 лет и уплачивающие городские налоги и сборы 2 видов: с недвижимой собственности и свидетельств на право торговли и промыслов. Избирательных прав не получили плательщики специальных сборов (владельцы экипажей, лошадей и собак) и плательщики косвенных налогов — квартиронаниматели, чернорабочие и другие категории населения. Все избиратели были внесены в общий список по убывающей величине платежей и разделены на 3 разряда-курии из расчёта, что совокупный объём налогов, уплачиваемый всеми представителями одного разряда, был равен уплачиваемым представителями других разрядов. В московских выборах 1870-х и 1880-х годов участвовало от 3 % до 8 % избирателей. К выборам 1889 года (последним состоявшимся по закону 1870 года) из 24 тысяч избирателей 1 % относился к первой курии, 6 % — ко второй и 93 % — к третьей, причём возглавлявший список избиратель вносил в городскую казну 37757 рублей, а последний в списке налогоплательщик — 9 копеек. Неравные по численности курии выбирали по 60 гласных Городской думы, в кандидаты мог быть выдвинут любой человек, независимо от куриальной принадлежности. Численность управы определялась Думой — как правило, это было 8—11 человек, включая городского голову и его товарища (заместителя).
Более либеральная система, вопреки ожиданиям законодателей, имела ряд существенных недостатков. Чтобы стать кандидатом в гласные, требовалось изъявить желание баллотироваться или быть предложенным хотя бы одним избирателем, в результате чего в выборах 1872 года участвовало 1083 кандидата, а в 1889 году — уже 1184. Многочисленность кандидатов существенно затягивала процедуру баллотирования (избирателю требовалось положить в ящики 300—500 шаров): по подсчётам современников, при 100-процентной явке для проведения выборов потребовалось бы около 14 лет. Для ускорения процедуры с 1885 года подсчёт шаров проводился только в одной половине ящика («избирательной» или «неизбирательной»), которая определялась жребием, но и при этих изменениях баллотировка и подсчёт шаров затягивались до глубокой ночи. При недоборе необходимых 180 гласных проводилась повторная баллотировка, при которой победители считались по относительному большинству. Несмотря на громоздкость и трудоёмкость эта процедура проведения выборов сохранялась до 1917 года.
В результате реформ Александра II городские органы получили относительную независимость от центральной власти. Городская дума получила возможность назначать и отстранять членов управы (за исключением городского головы), не согласовывая кандидатуры с губернатором, а также приобрела самостоятельность во многих делах, включая городской бюджет. На губернаторов была возложена задача по контролю законности действий органов самоуправления, а конфликты между гласными и губернатором разрешал Сенат. По Положению 1870 года в сферу ведения органов местного самоуправления перешли вопросы строительного дела, благоустройства и санитарии, а также содержание больниц и богаделен, начальное образование, надзор за торговлей, ремесленными заведениями, способами уличного передвижения и прочее. Кроме того, Городская дума получила возможность установки сборов с жилого и нежилого недвижимого имущества, документов на право торговли и производства, содержания трактиров, постоялых дворов и съестных лавок, извозного промысла, аукционов и прочих видов деятельности. Также с 1870-х годов специальной комиссией была подсчитана и введена оплата за работу на благо города — 5000 рублей для городского головы, 2500 рублей для городского секретаря и 1500 — для членов управы.

#### Городская дума и управа по Городовому положению 1892 года
20-летний период действия Городового положения 1870 года подтвердил опасения, вызванные его противниками на стадии обсуждения проекта. Московский генерал-губернатор князь Владимир Андреевич Долгоруков предлагал введение имущественного ценза, позволявшего сократить число избирателей за счёт приказчиков и мелких торговцев, которых считал незаинтересованными в городском хозяйстве и делах общественного управления. Критики положения также отмечали недостатки куриальной системы, разделению избирателей «по имуществам» предпочитавшие территориальное деление, которое не провоцировало общественной розни. Эти предложения были реализованы в Городовом положении от 11 июня 1892 года, принятого в годы контрреформ Александра III. Новый закон унаследовал основные черты прошлого городового положения (выборный характер, организацию, задачи и полномочия общественных учреждений), но существенно изменил избирательную систему и усилил административный контроль. Изменения положительно сказались на деятельности дум и управ, но вызвало резкую критику сторонников расширения общественного участия в городском управлении.
Значительные изменения затронули организационную составляющую избирательных кампаний. На смену имущественным куриям по немецкому образцу пришло избирательное собрание, при многочисленности избирателей подразделявшееся на территориальные участки. В 1893 году Москва была разделена на три избирательных участка: 1-й, включавший Городскую, Тверскую, Сретенскую, Пятницкую, Якиманскую и Серпуховскую полицейские части города; 2-й, включавший Хамовническую, Пречистенскую, Арбатскую, Пресненскую и Сущевскую части; 3-й, в который вошли Яузская, Басманная, Мещанская, Лефортовская и Рогожская части. Накануне выборов 1904 года каждый участок был дополнительно разделён на два, что образовало 6 избирательных участков. Принципами их формирование были объединение сопредельных территорий и приблизительное равенство участков по числу избирателей. С конца 1904 года избиратели каждого участка получили возможность проведения предвыборных собраний для составления и обсуждения списков кандидатов.
Городовое положение 1892 года заменило налоговый ценз имущественным, в соответствии с которым из числа избирателей исключалась торговая часть населения, не владевшая недвижимостью в черте города. Среди московских торговцев право участия в выборах сохранили только купцы 1-й гильдии (в остальных городах — 1-й и 2-й). Избирательные права получили лица, учреждения, общества, предприятия и товарищества, уплачивающие городской оценочный сбор с недвижимого имущества стоимостью не менее 3000 рублей — 0,9 % от стоимости имущества, то есть не менее 27 рублей. На начало 1890-х годов этим требованиям соответствовало 80 % владений в Москве (8975 из 11053), однако воспользоваться избирательным правом могли только аккуратные налогоплательщики — 5758 человек. Вопреки ожиданиям, новое положение не включило в число избирателей квартиронанимателей. Кроме того, упростилась процедура получения избирательных прав «по уполномочию» обществ, товариществ, кампаний и лиц женского пола — их представители вносились в избирательные списки без прохождения имущественного ценза. В результате изменений число избирателей в Москве сократилось с 23 до 6 тысяч человек и составило менее 1 % населения города, причём избирательные права утратили преимущественно те, кто в выборах не участвовал — переселенцы в Москву из Московской и соседних губерний, занятые в торговле и промыслах. Относительно общей численности москвичей процент участников выборов колебался от 0,15 % в 1893 году до 0,26 % в 1908.
По Городовому положению 1892 года Московская дума должна была состоять из 160 гласных, но избранными считались только получившие абсолютное большинство голосов. Полный состав Думы за время действия положения собирался только однажды — в 1916 году. В остальные годы она насчитывала от 120 до 152 гласных. Помимо 8—11 членов управы в состав Думы входили депутат от духовного ведомства и председатель уездной земской управы. Положение также ввело ряд взысканий за неявку на заседания Думы без уважительной причины: замечание, штраф до 70 рублей и временное исключение гласного из Думы. Одновременно с тем, работа в Думе требовала много времени: она проводила до 40 заседаний в год (вместо предусмотренных законом 24), не считая заседаний многочисленных думских комиссий (в 1912 году было 26 постоянных и 13 временных комиссий). Среди московских гласных того времени были не только политики и общественные деятели, но и учёные, архитекторы, инженеры, врачи, учителя и предприниматели — нередко далёкие от политики люди. Например, в Московскую городскую думу 1912 года были избраны 11 профессоров и докторов наук, 13 инженеров, 3 мировых судьи и 1 учитель рисования. Гласными московской думы, в частности, работали Владимир Пржевальский, брат знаменитого натуралиста Николая Пржевальского и видный юрист Фёдор Плевако. С ростом числа задач городского самоуправления и усложнением вручённого ему городского хозяйства Городская дума получила право привлекать к работе широкий круг специалистов и формировать исполнительные комиссии по дозволению губернатора. К началу 1900-х годов при Городской управе работали несколько комиссий и около 1000 служащих.

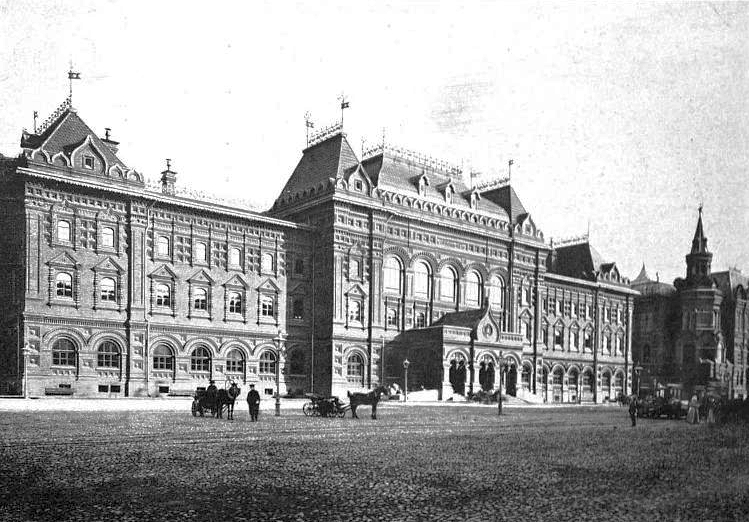
Здание Московской городской думы в 1905 году

Новое законодательство обеспечивало большинство в Московской думе крупной буржуазии, но ставило городское самоуправление под жёсткий административный контроль и опеку. Все значимые решения городской Думы, включая вопросы финансов, городского имущества и градостроительства, подлежали утверждению губернатором или министром внутренних дел. Городской голова назначался по представлению министра внутренних дел из 2 предложенных Думой кандидатов, министр также утверждал товарища городского головы, назначение остальных членов управы подтверждал губернатор. Члены Городской управы считались государственными служащими без присвоения чина, положение которых соответствовало VII классу Табели о рангах (надворному советнику или подполковнику), городской голова состоял в IV классе (действительный статский советник). Городскими головами в конце XIX — начале XX века работали предприниматель Николай Алексеев, юрист-государствовед Борис Чичерин, благотворитель Константин Рукавишников, князь Владимир Голицын, банкир Николай Гучков.

#### Городская дума по Постановлению Временного правительства 1917 года
Значительные изменения в городском самоуправлении произошли после Февральской революции. 15 апреля 1917 года Временное правительство издало постановление «О производстве выборов гласных городских дум и об участковых городских управлениях», предписавшее городским думам, не дожидаясь срока завершения полномочий, приступить к подготовке новых выборов.
По постановлению избирательное право получали все горожане старше 20 лет, отменялись национальный, половой, имущественный ценз и ценз оседлости, к выборам были допущены состоявшие на военной службе. Ограничения коснулись только сумасшедших, глухонемых, монашествующих и содержащихся в домах терпимости, временно, на 1—3 года лишались избирательный прав отбывшие срок наказания заключённые. Эти изменения увеличили число избирателей в Москве в 130 раз — до 1,2 миллиона человек. Изменился и порядок подготовки и проведения выборов. Возможность стать гласными получили все жители города и иноземцы, но выдвигать кандидатов могли только группы избирателей численностью не менее половины числа избираемых гласных, а число кандидатов в предложенных списках не могло превышать число гласных. Число гласных в Думе 1917 года составило 200 человек. Каждый избиратель имел 1 голос и мог его отдать за список кандидатов, номер которого указывал в избирательной записке — бюллетене. Эта реформа стала существенным скачком в политическом развитии России, которая опередила многие западные страны. Всеобщее избирательное право, на тот момент, было принято в Англии, Франции, Швейцарии, Бельгии, Норвегии, Испании, Португалии, Болгарии, США и Австрии, но избирательные системы этих стран зачастую ограничивали непосредственное участие в выборах, а право голоса приобреталось гражданином, в среднем, в 23—25 лет. Постановление Временного правительства от 9 июня 1917 года регламентировало права и обязанности гласных и значительно расширило полномочия новых органов управления, сократив административный надзор за ними.
На выборах в июне 1917 года участвовало 646,6 тысяч человек — 60 % из 1,2 миллиона избирателей. Наибольшее число (около 58 %) голосов получила партия социалистов-революционеров. Всего в новую думу вошло 200 гласных: 117 эсеров, 33 кадета, 24 меньшевика, 23 большевика и 3 гласных из Народно-социалистической партии. В Думе 1917 года были широко представлены инородческие группы населения, значительную часть которых составили евреи, также были избраны 12 женщин, в том числе Инесса Арманд и Екатерина Пешкова. С полным обновлением состава Думы, в неё вошли партийные политики без опыта решения хозяйственных вопросов, представительный орган утратил преемственность и превратился в политическую трибуну для партийных ораторов. Впервые за свою историю дума отказалась от принципа безвозмездности общественной работы и стала выплачивать гласным по 5 рублей за участие в заседаниях и по 5—10 рублей за работу в комиссии. Также закон 1917 года разрешил городским думам крупных городов (свыше 150 тысяч жителей) создавать сеть участковых дум и управ для решения местных хозяйственных задач. В Москве участковые думы возникли стихийно, ещё до выборов в Городскую думу работало 44 районные думы, 33 из которых имели собственные исполнительные органы — районные управы. На выборах в районные думы в сентябре 1917 года политические пристрастия избирателей значительно изменились: 51,5 % получили большевики, 26,3 % — кадеты, 14 % — эсеры, таким образом, 359 из 710 районных гласных являлись большевиками. На общем собрании районных гласных был избран Совет районных дум, сформировавший из своего состава Бюро районных дум.
25 октября 1917 года Московская городская дума образовала Комитет общественной безопасности, который возглавили городской голова, эсер Вадим Викторович Руднев и полковник Константин Иванович Рябцев. Комитет попытался организовать вооружённый отпор активистам большевистской партии и радикальному крылу эсеров, однако попытки не увенчались успехом. 5 (18) ноября 1917 года Городская дума была распущена, а спустя 3 дня общее собрание районных дум признала советскую власть. Управление городским хозяйством перешло Совету районных дум, затем в марте 1918 года — Президиуму Московского совета рабочих и солдатских депутатов.

### Российская Федерация
Современный период существования Московской городской думы начался с Указа Президента РФ № 1738 от 24 октября 1993 года «О поддержке мер Правительства Москвы и Московского областного Совета народных депутатов по реформе органов государственной власти и органов местного самоуправления в г. Москве и Московской области», в соответствии с которым было введено Временное положение от системе органов государственной власти Москвы, определившее порядок работы Думы. Распоряжением мэра Москвы № 710-РМ от 8 декабря 1993 года «Об обеспечении деятельности Московской городской Думы в соответствии с законодательством Российской Федерации» Думе был рекомендован временный Регламент. В январе 1994 года Мосгордума приняла постоянный Регламент, определяющий правила и процедуры её работы. В июне 1995 года Мосгордума приняла Устав города Москвы, провозгласивший источником власти жителей города, обладающих избирательным правом и осуществляющих свою власть непосредственно, через органы государственной власти и органы местного самоуправления Москвы. Устав закрепил принципы организации органов местного самоуправления, разграничил сферы полномочий и ответственности органов представительной и исполнительной власти, определил принцип территориального устройства Москвы. Новую редакцию устава Мосгордума утвердила 13 июля 2001 года в связи с принятием федерального закона № 184-ФЗ от 6 октября 1999 года «Об общих принципах организации законодательных (представительных) и исполнительных органов государственной власти субъектов Российской Федерации» и других федеральных законов, регулирующих организацию деятельности властей субъектов РФ. Новые версии Регламента были приняты 11 февраля 1998 года, 19 июня 2002 года, 16 ноября 2005 года.

#### I созыв
Выборы в Московскую городскую думу I созыва прошли 12 декабря 1993 года. Выборы проходили по 35 одномандатным округам, в избирательные бюллетени были включены 162 кандидата. В голосовании приняли участие 3 миллиона 503 тысячи москвичей, явка составила 51 %. Московская городская дума I созыва была избрана в условиях отсутствия законодательства города Москвы как субъекта РФ, и её деятельность была сосредоточена на принятии основных законов в сфере социального и экономического развития Москвы. Срок депутатских полномочий был определён в 4 года.
Фракционный состав Думы выглядел следующим образом.
- Фракция «Выбор России» — 19 депутатов в 1994—1995 гг., 12 депутатов в 1995—1997 гг.
- Фракция «Партии российского единства и согласия» (ПРЕС) — 2 депутата.
- Фракция «Российского движения демократических реформ» (РДДР) — 2 депутата.
- Фракция «Московский гражданский союз» — 2 депутата.
- Фракция «Наш дом — Россия» — 7 депутатов в 1995—1997 гг.
- Движение «Трудовая Россия» — 1 депутат в 1995—1997 гг.
- Независимые депутаты — 9 депутатов.

Структура Мосгордумы была утверждена постановлением № 14 от 25 февраля 1994 года и включала 7 комиссий:
- по экономической реформе и собственности;
- по административно-территориальному устройству, самоуправлению и развитию Москвы;
- по социальной политике;
- бюджетно-финансовая;
- по законности, правопорядку и борьбе с преступностью;
- по правилам и процедурам;
- по организации работы Думы;

Постановлением № 38 от 4 июля 1997 года состав Мосгордумы был дополнен комиссией по награждению Почётной грамотой Московской городской думы и Почётным дипломом Московской городской думы, которыми отмечались заслуги горожан и организаций Москвы перед городским сообществом. Для осуществления контроля за исполнением городского бюджета Мосгордума в 1994 году создала подотчётную ей Контрольно-счётную палату, которая на следующий год стала организационно и функционально независимой.

#### II созыв
Выборы в Московскую городскую думу II созыва состоялись 14 декабря 1997 года. Выборы проходили по 35 одномандатным округам, в избирательные бюллетени были включены 357 кандидатов. В голосовании приняли участие 2 миллиона 125 тысяч горожан — 31 % от общего числа избирателей. В состав Думы II созыва вошли 17 депутатов Думы I созыва.
Фракционный состав Думы выглядел следующим образом.
- Фракция «Демократический выбор России — объединённые демократы» (ДВР-ОД)/с 1999 г. — «Союз правых сил» — 9 депутатов.
- Фракция «Наш дом — Россия» — 3 депутата.
- Независимые депутаты — 18 депутатов.

Помимо официально зарегистрированных фракций представительство в Думе имело движение «Яблоко» (4 депутата) и «Блок За справедливость» (1 депутат).
Особенностью структуры Мосгордумы II созыва стало формирование проблемных (постоянных) и специальных (постоянных и временных) комиссий. Проблемные комиссии создавались на весь срок полномочий депутатов очередного созыва, а специальные — для оперативного решения отдельных задач. Структура Думы II созыва была утверждена постановлением № 4 от 14 января 1998 года в составе 9 проблемных и 2 специальных комиссий, соответственно постановлению № 95 от 29 сентября 1999 года была образована ещё одна проблемная комиссия для решения насущных вопросов городского хозяйства.
Проблемные (постоянные) комиссии Московской городской думы II созыва:
- по экономической политике;
- по организации власти и развитию самоуправления;
- по социальной политике;
- бюджетно-финансовая
- по законности и безопасности;
- по предпринимательству;
- по жилищной политике и коммунальной реформе;
- по экологической политике;
- по организации работы Думы;
- по нормативной базе городской инфраструктуры.

Специальные (постоянные и временные) комиссии Московской городской думы II созыва:
- по Регламенту, правилам и процедурам;
- по награждению Почётными грамотами Московской городской думы и Почётными дипломами Московской городской думы[15].

#### III созыв
Выборы в Московскую городскую думу III созыва состоялись 16 декабря 2001 года. Выборы проходили по 35 одномандатным округам, в избирательные бюллетени были включены 158 кандидатов в депутаты. В голосовании приняли участие 2 миллиона 95 тысяч избирателей — 30 % от общего числа. В Думу III созыва были избраны 9 депутатов Думы II созыва и 13 депутатов Думы I созыва. В Думу прошли представители партий «Единство», «Отечество — Вся Россия», Союз правых сил, «Яблоко» и независимые кандидаты.
В течение срока полномочий Думы III созыва действовали 3 фракции.
- Фракция «Единая Россия» — 14 депутатов
- Фракция «Коммунистическая партия Российской Федерации» — 4 депутата.
- Фракция «Яблоко» — 2 депутата.

Структура Мосгордумы III созыва была установлена постановлением № 4 от 15 января 2002 года, изменения и дополнения были внесены постановлениями № 37 от 13 февраля 2002 года, № 96 от 3 апреля 2002 года; № 97 от 3 апреля 2002 года; № 121 от 24 апреля 2002 года; № 248 от 9 июля 2003 года; № 38 от 18 февраля 2002 года; № 213 от 14 июля 2004 года; № 263 от 13 октября 2004 года; № 321 от 10 ноября 2004 года № 250 от 28 сентября 2005 года.
Проблемные (постоянные) комиссии Московской городской думы II созыва:
- по экономической политике;
- по государственному строительству и местному самоуправлению;
- по социальной политике;
- бюджетно-финансовая;
- по законодательству;
- по предпринимательству;
- по жилищной политике и жилищно-коммунальной реформе;
- по экологической политике;
- по организации работы Думы;
- по городскому хозяйству;
- по безопасности.

Специальные (постоянные и временные) комиссии Московской городской думы II созыва:
- по Регламенту, правилам и процедурам;
- по награждению почётным знаком «За заслуги в развитии законодательства и парламентаризма», Почётными грамотами Московской городской думы и Почётными дипломами Московской городской думы;
- по социально-трудовым отношениям и занятости;
- по этике;
- по науке и технологиям;
- по здравоохранению и охране общественного здоровья;
- по делам ветеранов;
- по культуре;
- по образованию;
- по межпарламентским связям;
- по кадровым вопросам в рамках компетенции Московской государственной думы.

Особенностью структуры Думы III созыва было увеличение числа комиссий до 11 проблемных и 11 специальных, причём перечень рассматриваемых комиссиями вопросов, их количество и названия менялись в течение всего срока полномочий депутатского корпуса.
В развитие норм, содержащихся в Уставе города Москвы, Московской городской Думой III созыва были приняты Законы города Москвы «О Правительстве Москвы», «О статусе депутата Московской городской Думы», «О Московской городской избирательной комиссии», «О Контрольно-счётной палате города Москвы». В 2003 году Дума приняла Избирательный кодекс города Москвы, а затем в 2005 году — новый избирательный кодекс, отменивший действие прежнего. В частности, произошёл переход к смешанной (мажоритарно-пропорциональной) системе: 20 депутатов избирались по городскому избирательному округу из числа представителей политических партий, преодолевших барьер в 10 %, а 15 депутатов — по одномандатным округам (на каждого депутата в среднем приходилось около 460 000 избирателей). Предельная сумма всех расходов из средств избирательного фонда избирательного объединения, выдвинувшего городской список кандидатов, была увеличена до 100 млн рублей, а кандидата в депутаты Мосгордумы, выдвинутого по одномандатному избирательному округу, — до 9 миллионов рублей. Также из избирательных бюллетеней была исключена позиция «против всех».

#### IV созыв
Выборы в Московскую городскую думу IV созыва прошли 4 декабря 2005 года. В соответствии с новым избирательным кодексом Москвы выборы проходили по смешанной (мажоритарно-пропорциональной) избирательной системе: 15 депутатов избирались по одномандатным избирательным округам, 20 — по единому городскому избирательному округу от избирательных объединений. Явка составила 35 %: на выборах проголосовали 2 миллиона 417 тысяч человек. «Единая Россия» получила на выборах 47,25 % голосов, КПРФ — 16,75 %, «Яблоко» — Объединённые демократы — 11,11 %. В состав Думы IV созыва были избраны 12 депутатов Думы III созыва, 4 депутата II созыва, 6 депутатов I созыва.
В Думе действовало 3 фракции.
- Фракция «Единая Россия» — 28 депутатов.
- Фракция «Коммунистическая партия Российской Федерации» — 4 депутата.
- Фракция «Яблоко» — 3 депутата.

Структура Мосгордумы IV созыва была утверждена постановлением № 4 от 21 декабря 2005 года, изменена и дополнена постановлениями № 39 от 1 февраля 2006 года и № 263 от 27 сентября 2006 года. В составе Мосгордумы IV созыва действовало 18 комиссий, за которыми были закреплены основные направления деятельности:
- по безопасности;
- бюджетно-финансовая;
- по городскому хозяйству и жилищной политике;
- по государственному строительству и местному самоуправлению;
- по делам ветеранов;
- по законодательству;
- по здравоохранению и охране общественного здоровья;
- по кадровым вопросам в рамках компетенции Московской городской думы;
- по культуре и массовым коммуникациям;
- по науке и образованию;
- по организации работы Думы;
- по перспективному развитию и градостроительству;
- по экономической политике и предпринимательству;
- по Регламенту, правилам и процедурам;
- по социальной политике и трудовым отношениям;
- по экологической политике;
- по межнациональным и межконфессиональным отношениям;
- по физической культуре, спорту и делам молодёжи[17].

27 июня 2007 года по представлению президента Российской Федерации депутатами Московской городской думы на внеочередном заседании полномочиями мэра Москвы был наделён Юрий Лужков.

#### V созыв
Выборы в Мосгордуму V созыва прошли 11 октября 2009 года. В соответствии с требованиями избирательного кодекса Москвы выборы проходили по смешанной (мажоритарно-пропорциональной) системе: 17 депутатов избирались по одномандатным округам, 18 — по единому городскому избирательному округу. В выборах приняли участие 2 миллиона 555 тысяч горожан — 36 % от общего числа избирателей. В состав Думы вошли 35 депутатов. «Единая Россия» набрала 66,25 % и получила фракцию в 32 депутата, КПРФ — 13,30 % и фракцию в 3 депутата. Повторно избрались 6 депутатов, в третий раз — 11, в четвёртый — 3, в пятый раз — 6 человек. Структура Мосгордумы V созыва была утверждена постановлением № 3 от 21 октября 2009 года, изменена и дополнена постановлениями № 51 от 28 марта 2012 года и № 76 от 18 апреля 2012 года.
В структуре Мосгордумы V созыва работали 19 комиссий:
- по безопасности;
- бюджетно-финансовая;
- по городскому хозяйству и жилищной политике;
- по государственной собственности и землепользованию;
- по государственному строительству и местному самоуправлению;
- по делам общественных объединений и религиозных организаций;
- по законодательству;
- по здравоохранению и охране общественного здоровья;
- по кадровым вопросам в рамках компетенции Московской городской думы;
- по культуре и массовым коммуникациям;
- по образованию и молодёжной политике;
- по организации работы Думы;
- по перспективному развитию и градостроительству;
- по Регламенту, правилам и процедурам;
- по социальной политике и трудовым отношениям;
- по физической культуре и спорту;
- по экологической политике;
- по экономической политике, науке и промышленности;
- по контролю за достоверностью сведений о доходах, об имуществе и обязательствах имущественного характера, предоставляемых депутатами Московской городской думы[19].

21 октября 2010 года депутаты Мосгордумы после внесения соответствующего предложения президентом утвердили Сергея Собянина в должности мэра Москвы.

#### VI созыв
Выборы депутатов Мосгордумы VI созыва прошли 14 сентября 2014 года по 45 избирательным округам. Увеличились число депутатов и срок их полномочий — с 35 до 45 человек, с 4 до 5 лет. В отличие от выборов IV и V созывов, была применена мажоритарная избирательная система. Изменился порядок работы Думы: председатель, 2 его заместителя и 15 руководителей комиссий работали на постоянной основе, остальные 27 депутатов — без прекращения основной деятельности. По итогам выборов в Думе были сформированы четыре фракции: «Единая Россия» — 28 депутатов, КПРФ — 5 депутатов, Родина — 1 депутат, ЛДПР — 1 депутат. Кроме того, самовыдвиженцы образовали депутатскую группу «Моя Москва» — 10 депутатов. 5 октября 2017 года депутат от округа № 21 Андрей Клычков был назначен временно исполняющим обязанности Губернатора Орловской области, фракция КПРФ сократилась до 4 членов.
Летом 2019 года в ходе предвыборной кампании широкой общественности стали известны факты о внушительном финансовом положении, в том числе имуществе бывшего председателя Московской городской думы Владимира Платонова, действующих председателя и заместителя председателя Московской городской думы Алексея Шапошникова и Андрея Метельского, а также членов их семей.

#### VII созыв
Выборы в Московскую городскую думу седьмого созыва состоялись в единый день голосования 8 сентября 2019 года, им предшествовали массовые акции протеста.
Выборы прошли по мажоритарной системе — было избрано 45 депутатов в 45 одномандатных округах. Депутаты избираются сроком на 5 лет до 2024 года. По итогам выборов в Думе были сформированы пять фракций: «Единая Россия» — 19 депутатов, КПРФ — 13 депутатов, «Яблоко» — 4 депутата, «Справедливая Россия» — 3 депутата, непартийная депутатская группа «Моя Москва» — 5 депутатов, вне фракций — 1 депутат. 7 июня 2020 года Елена Шувалова, избранная от КПРФ, была исключена из партии, где состояла с ноября 1993 года. После исключения Шуваловой число внефракционных депутатов увеличилось до 2, а число депутатов от КПРФ уменьшилось до 12. 16 августа 2020 года после продолжительной болезни в 78 лет умер заместитель председателя Мосгордумы, член фракции КПРФ Николай Губенко, в связи с чем фракция компартии уменьшилась до 11 членов, а место умершего Губенко стало вакантным. 27 января 2021 года был лишён мандата Олег Шереметьев, в связи с чем его место стало вакантным, а фракция КПРФ уменьшилась до 10 членов. Вскоре после этого 19 февраля был исключён из КПРФ Дмитрий Локтев, число депутатов от КПРФ уменьшилось до 9, в то время как количество внефракционных депутатов увеличилось до 3.
Довыборы на два вакантных места депутатов прошли в Единый день голосования 19 сентября 2021 года в избирательных округах № 19 и № 37. В 19 округе победу одержала главврач детской поликлиники Елена Кац, выдвинутая «Единой Россией», в 37 — выдвинутый «Яблоком» политик Владимир Рыжков.
26 апреля 2023 года из фракции КПРФ был исключен Евгений Ступин, число депутатов во фракции уменьшилось до 8.
31 января 2024 года прекратил полномочия депутат от «Яблока» Владимир Рыжков. 8 мая 2024 года лишён мандата внефракционный депутат Евгений Ступин.

#### VIII созыв
Выборы в Московскую городскую думу седьмого созыва состоялись в единый день голосования 8 сентября 2024 года.
Выборы прошли по мажоритарной системе — было избрано 45 депутатов в 45 одномандатных округах. Депутаты избираются сроком на 5 лет до 2029 года. По итогам выборов в Думе будут сформировано четыре фракции: «Единая Россия» — 38 депутатов, КПРФ — 3 депутата, «Справедливая Россия — За правду» — 1 депутат, «Новые люди» — 1 депутат.

## Депутаты
| VIII созыв (2024—2029)           | VIII созыв (2024—2029) | VIII созыв (2024—2029) | VIII созыв (2024—2029) | VIII созыв (2024—2029) |
| Имя                              | Дата рождения          | Округ                  | Основное место работы и должность на момент избрания | Председатель комиссии |
| -------------------------------- | ---------------------- | ---------------------- | --- | --- |
| Единая Россия                    |                        |                        | | |
| Титов Андрей Михайлович          | 06.02.1967             | 1                      | ООО «Научно-производственная фирма „МТ-Модуль“», генеральный директор | |
| Зайцева Ольга Алексеевна         | 16.05.1978             | 2                      | Государственное бюджетное учреждение дополнительного образования города Москвы спортивная школа олимпийского резерва «Московская академия лыжных гонок и биатлона» Департамента спорта города Москвы, начальник спортивного отдела                                     | |
| Шкаплеров Антон Николаевич       | 20.02.1972             | 3                      | Федеральное государственное бюджетное учреждение «Научно-исследовательский испытательный центр подготовки космонавтов имени Ю. А. Гагарина», 1 управление, заместитель начальника управления                                                                           | |
| Киселева Мария Александровна     | 28.09.1974             | 4                      | Государственное бюджетное учреждение дополнительного образования г. Москвы спортивная школа олимпийского резерва «Московское городское физкультурно-спортивное объединение» Департамента спорта г. Москвы, СШОР «Центр по синхронному плаванию М. Киселевой», директор | |
| Авимская Милена Юрьевна          | 25.08.1977             | 5                      | Федеральное государственное бюджетное учреждение культуры и искусства «Центральный академический театр Российской Армии», директор | |
| Перфилова Надежда Рафаиловна     | 04.01.1956             | 6                      | Государственное бюджетное общеобразовательное учреждение города Москвы «Школа № 2098 „Многопрофильный образовательный центр“ имени Героя Советского Союза Л. М. Доватора», директор                                                                                    | Заместитель Председателя комиссии по образованию |
| Борисова Дарья Олеговна          | 02.11.1988             | 7                      | Автономная некоммерческая организация «Учебно-методический центр военно-патриотического воспитания молодежи „Авангард“», директор | Заместитель Председателя комиссии по делам общественных объединений и религиозных организаций |
| Медведев Андрей Андреевич        | 14.12.1975             | 8                      | Федеральное государственное унитарное предприятие «Всероссийская государственная телевизионная и радиовещательная компания», заместитель Генерального директора по радиовещанию                                                                                        | |
| Картавцева Лариса Руслановна     | 05.06.1966             | 9                      | Московская городская Дума, депутат | Председатель комиссии по здравоохранению и охране общественного здоровья |
| Шапошников Алексей Валерьевич    | 16.06.1973             | 11                     | Московская городская Дума, депутат, председатель Московской городской Думы | Председатель Московской городской Думы, Председатель комиссии по организации работы Думы, Председатель комиссии по контролю за достоверностью сведений о доходах, об имуществе и обязательствах имущественного характера, представляемых депутатами Московской городской Думы |
| Лисовенко Алексей Анатольевич    | 14.11.1979             | 12                     | Государственное бюджетное учреждение города Москвы «Московский дом общественных организаций», директор | Председатель комиссии по спорту и молодежной политике |
| Сапронов Александр Сергеевич     | 07.12.1989             | 13                     | Государственное автономное учреждение города Москвы «Парк Яуза», директор | |
| Цветкова Сабина Алановна         | 15.09.1983             | 14                     | Межрегиональная общественная организация содействия решению социальных проблем и реализации благотворительных проектов «Центр добрых дел Сабины Цветковой», председатель                                                                                               | Председатель комиссии по транспорту и развитию дорожно-транспортной инфраструктуры |
| Митрюк Людмила Викторовна        | 06.02.1960             | 18                     | Государственное бюджетное учреждение города Москвы «Московское долголетие», руководитель Центра московского долголетия «Новокосино» | |
| Булаева Майя Валерьевна          | 08.05.1979             | 19                     | Государственное бюджетное общеобразовательное учреждение города Москвы «Школа в Некрасовке», директор | Заместитель Председателя комиссии по образованию |
| Святенко Инна Юрьевна            | 06.09.1967             | 21                     | Совет Федерации Федерального Собрания Российской Федерации, сенатор Российской Федерации, заместитель Председателя Совета Федерации Федерального Собрания Российской Федерации                                                                                         | Сенатор от Московской городской Думы |
| Руднев Максим Вячеславович       | 10.09.1987             | 22                     | Московское городское региональное отделение Всероссийской политической партии «Единая Россия», руководитель Регионального исполнительного комитета | |
| Корольков Аркадий Михайлович     | 26.07.1964             | 23                     | АО «Конструкторское бюро приборостроения им. академика А. Г. Шипунова», советник управляющего директора | |
| Стебенкова Людмила Васильевна    | 17.10.1959             | 24                     | Московская городская Дума, депутат | |
| Селиверстов Евгений Викторович   | 21.11.1979             | 25                     | Государственная жилищная инспекция города Москвы, заместитель начальника Государственной жилищной инспекции города Москвы | Председатель комиссии по градостроительству, государственной собственности и землепользованию |
| Орлов Степан Владимирович        | 22.10.1971             | 26                     | Московская городская Дума, депутат, заместитель Председателя Московской городской Думы | Заместитель Председателя Московской городской Думы, Председатель комиссии по городскому хозяйству и жилищной политике, Заместитель Председателя комиссии по организации работы Думы                                                                                           |
| Лиханов Александр Сергеевич      | 14.10.1979             | 27                     | Федеральное государственное автономное образовательное учреждение высшего образования «Национальный исследовательский университет „Высшая школа экономики“», заместитель декана факультета гуманитарных наук                                                           | |
| Артемьев Олег Германович         | 28.12.1970             | 28                     | Федеральное государственное бюджетное учреждение «Научно-исследовательский испытательный центр подготовки космонавтов имени Ю. А. Гагарина», группа инструкторов-космонавтов отряда космонавтов, инструктор-космонавт-испытатель 1 класса                              | |
| Кучмин Алексей Борисович         | 15.10.1976             | 29                     | ООО «ИВК АИР-групп», генеральный директор | |
| Мельникова Ольга Николаевна      | 22.08.1975             | 30                     | Государственное бюджетное учреждение города Москвы Центр содействия семейному воспитанию «Вертикаль» Департамента труда и социальной защиты населения города Москвы, директор                                                                                          | |
| Гусева Людмила Ивановна          | 27.08.1956             | 31                     | Московская городская Дума, депутат | Заместитель Председателя Московской городской Думы, Председатель комиссии по экономической и социальной политике, Заместитель Председателя комиссии по организации работы Думы                                                                                                |
| Семенников Александр Григорьевич | 08.01.1964             | 32                     | Московская городская Дума, депутат | Председатель комиссии по безопасности, законодательству и регламенту, Председатель комиссии по образованию |
| Метлина Наталия Борисовна        | 23.03.1970             | 33                     | ООО «Галеон Медиа», генеральный директор | |
| Раззакова Екатерина Андреевна    | 18.01.1988             | 34                     | Государственное бюджетное учреждение города Москвы «Ресурсный центр по развитию и поддержке волонтёрского движения „Мосволонтёр“», начальник отдела Волонтёрского окружного центра «Доброе место. ЮЗАО»                                                                | |
| Петрукович Анатолий Алексеевич   | 29.08.1967             | 35                     | Федеральное государственное бюджетное учреждение науки Институт космических исследований Российской академии наук, директор | Заместитель Председателя комиссии по науке и промышленности |
| Козлов Александр Михайлович      | 04.06.1984             | 36                     | Московская городская Дума, депутат | Председатель комиссии по государственному строительству и местному самоуправлению |
| Головченко Валерий Владимирович  | 03.06.1978             | 37                     | Московская городская Дума, депутат | Председатель комиссии по предпринимательству, инновационному развитию и информационным технологиям |
| Газманов Родион Олегович         | 03.07.1981             | 39                     | Индивидуальный предприниматель | |
| Батышева Татьяна Тимофеевна      | 19.03.1960             | 40                     | Государственное бюджетное учреждение здравоохранения города Москвы «Научно-практический центр детской психоневрологии Департамента здравоохранения города Москвы», директор                                                                                            | |
| Герасимов Евгений Владимирович   | 25.02.1951             | 41                     | Московская городская Дума, депутат | Председатель комиссии по культуре и массовым коммуникациям |
| Слуцкая Ирина Эдуардовна         | 09.02.1979             | 42                     | Индивидуальный предприниматель | Заместитель Председателя комиссии по спорту и молодежной политике |
| Акулова Светлана Владимировна    | 26.11.1980             | 43                     | Государственное автономное учреждение города Москвы «Московский государственный зоологический парк», генеральный директор | |
| Джетыгенов Максим Михайлович     | 17.04.1993             | 45                     | Федеральное государственное бюджетное образовательное учреждение высшего образования «Государственный университет управления», директор Учебно-тренировочного центра действий в чрезвычайной ситуации и начальной военной подготовки                                   | |
| КПРФ                             |                        |                        | | |
| Зубрилин Николай Григорьевич     | 04.06.1958             | 10                     | Московская городская Дума, депутат | Председатель комиссии по делам общественных объединений и религиозных организаций |
| Арбузов Вячеслав Петрович        | 01.03.1970             | 17                     | АО Коммерческий банк «Солидарность», Председатель Правления | |
| Зюганов Леонид Андреевич         | 22.07.1988             | 20                     | Московская городская Дума, депутат | Председатель комиссии по науке и промышленности |
| ЛДПР                             |                        |                        | | |
| Потапов Петр Николаевич          | 09.07.1973             | 15                     | ОАО «РЖД», филиал Московская железная дорога, заместитель начальника железной дороги (по территориальному управлению) | |
| Воропаева Мария Александровна    | 08.11.1986             | 38                     | Международный общественный фонд «Российский фонд мира», руководитель проектных направлений Российского фонда мира | Заместитель Председателя комиссии по экономической и социальной политике |
| Справедливая Россия — За правду  |                        |                        | | |
| Ямщикова Елена Николаевна        | 30.06.1963             | 16                     | Московская городская Дума, советник депутата Московской городской Думы седьмого созыва | |
| Новые люди                       |                        |                        | | |
| Даванков Александр Вадимович     | 12.03.1973             | 44                     | АО «Лаборатория Индивидуальной Косметики», генеральный директор | |

## Сенатор Российской Федерацииот Московской городской думы
- Святенко Инна Юрьевна — с 19 сентября 2019 года, вице-спикер Совета Федерации (с 25 сентября 2023 года).

## Здания Думы

### Романов переулок, 2/6
В 1863 году граф Дмитрий Николаевич Шереметев сдал Думе унаследованный от отца Николая Петровича Шереметева дом на Романовом переулке. Дума занимала здание до 1892 года, когда под её нужды было построено отдельное здание на Воскресненской площади.

### Площадь Революции, 2/3
С расширением полномочий Городской думы в конце XIX века, по инициативе городского Николая Алексеева было принято решение возвести для неё отдельное вместительное здание. Под эти нужды был приобретён участок, занимаемый домом губернского правления (где Дума располагалась до переезда в дом Шереметьевых). На проведённом конкурсе победил проект архитектора Дмитрия Чичагова, здание было построено в 1890—1892 годах и освящено 1 мая 1892. Первый этаж нового здания заняли отделы Городской думы, второй — кабинет городского головы и зал торжественных собраний.
В 1936 году в здании расположился вновь созданный музей В. И. Ленина. В современный период бывшее здание Городской думы занял филиал Государственного исторического музея.

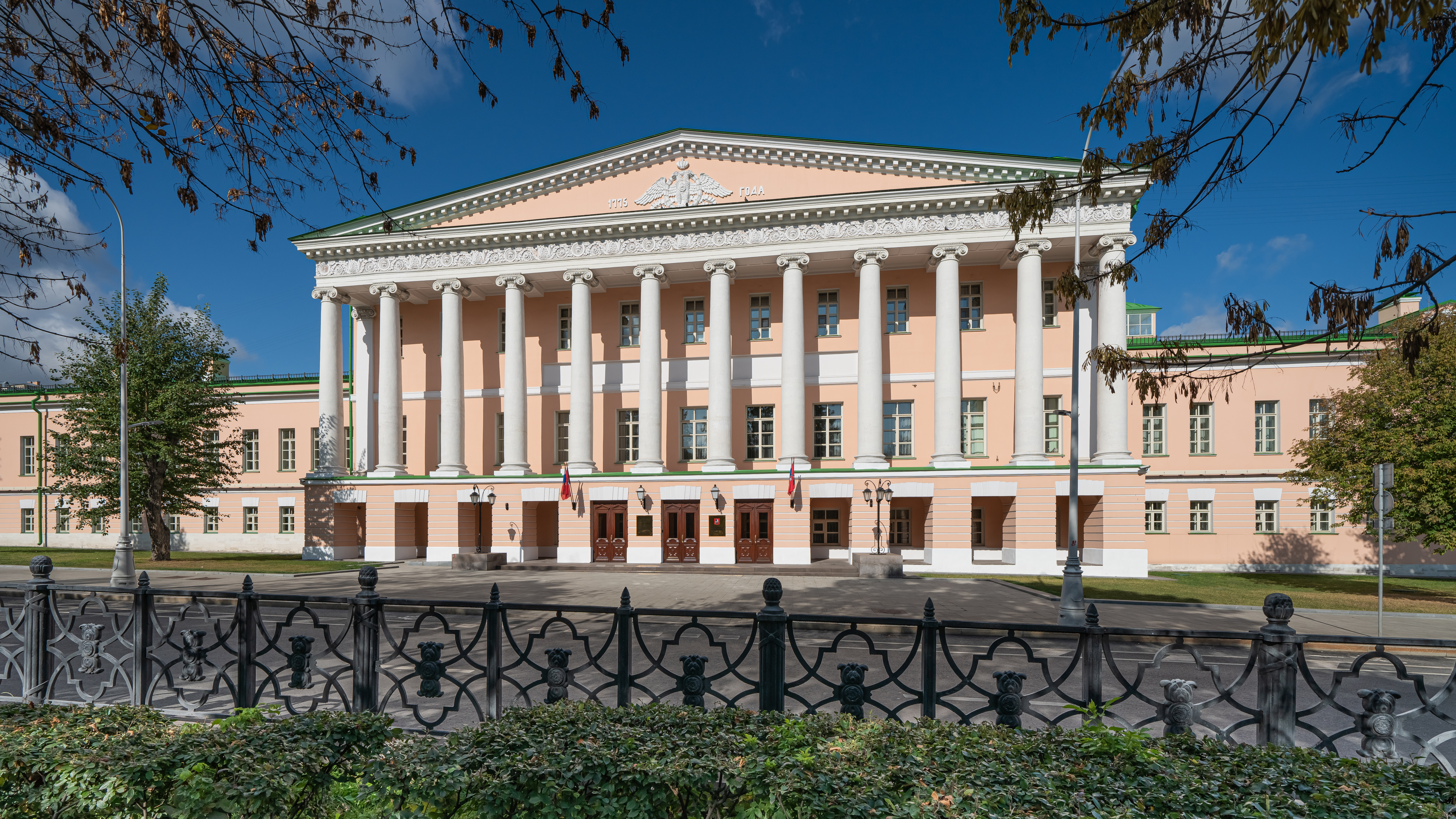
Реконструированный комплекс Ново-Екатерининской больницы, куда переехала Мосгордума

### Петровка, 22
Сразу после создания в 1993 году Московская городская дума заняла здание на углу улицы Петровка и Рахмановского переулка, построенное в 1928—1929 годах по проекту архитектора П. Н. Кучнистова для сотрудников парфюмерного кооператива «Жиркость». В 2015 году Дума переехала в новое здание на Страстном бульваре, в 2016 году дом на Петровке, 22 был передан Генеральной прокуратуре.

### Страстной бульвар 15/29

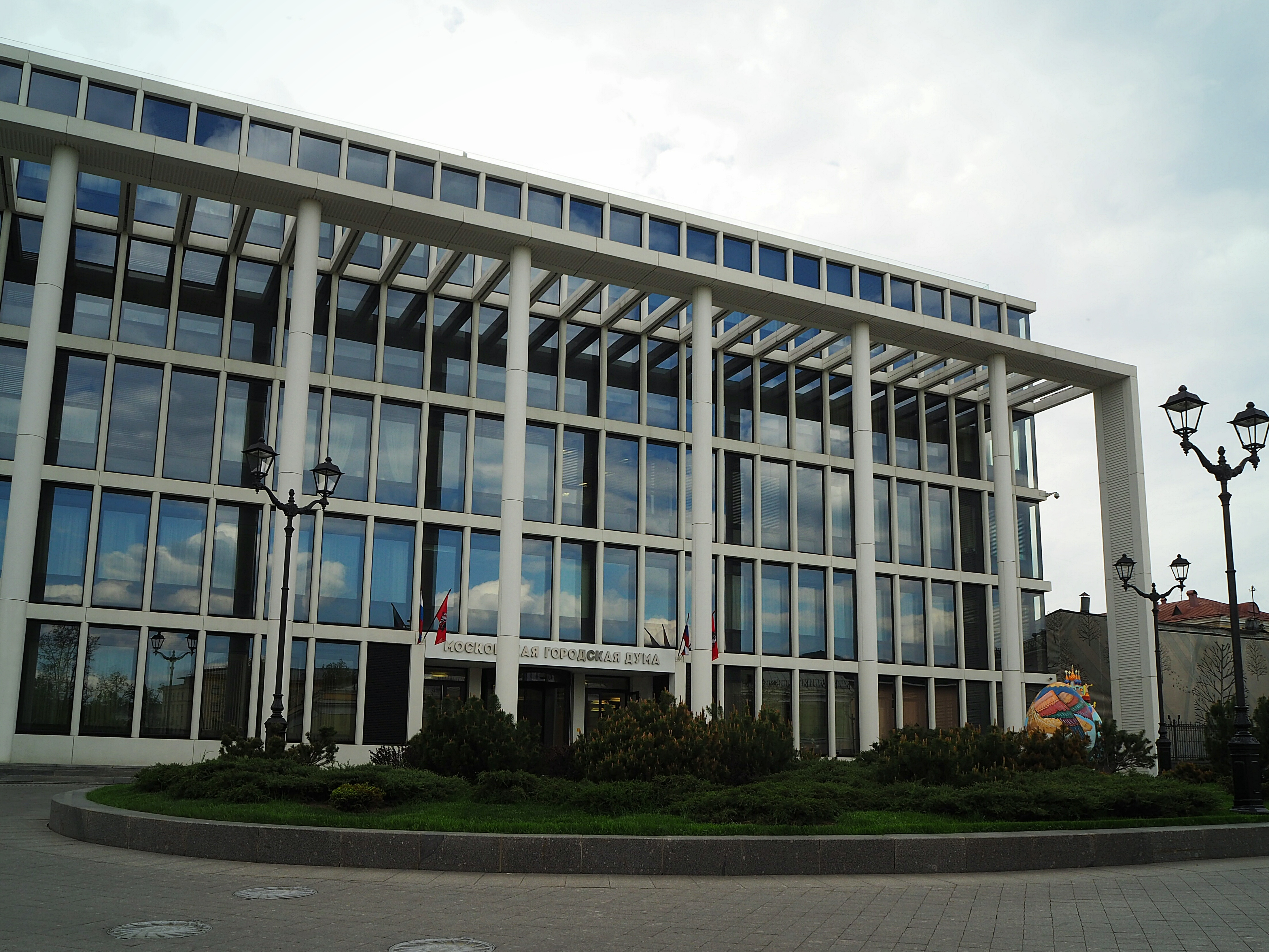
Новое здание Мосгордумы

В 2015 году Мосгордума переехала в новый комплекс, расположившийся в исторических постройках и на территории бывшей усадьбы Гагариных на Страстном бульваре. Ранее — с 1833 по 2009 год — в основном здании усадьбы размещалась Ново-Екатерининская больница. Постройки были отреставрированы, также в охранной зоне памятника было построено новое здание для заседаний и общественных дискуссий по проекту бюро Speech, основанному Сергеем Чобаном и Сергеем Кузнецовым. Проектированием всего комплекса занимался «Моспроект-2» под руководством архитектора Михаила Посохина.

## Акции протеста в поддержку независимых кандидатов на выборах в Мосгордуму 27 июля 2019 года
27 июля 2019 г в Москве прошли акции протеста в поддержку независимых кандидатов на выборах в Мосгордуму, во время которых, по данным ОВД-Инфо, задержали 1373 человек. Через 3 дня после акции СК возбудил уголовное дело о массовых беспорядках. Несколько человек приговорили к реальным срокам.